# Kurhaus (Bad Soden)
Das ehemalige Kurhaus in Bad Soden am Taunus ist das dritte Gebäude dieses Namens am nördlichen Rand des Alten Kurparks. Heute wird es als Hotel betrieben.

## Vorgeschichte

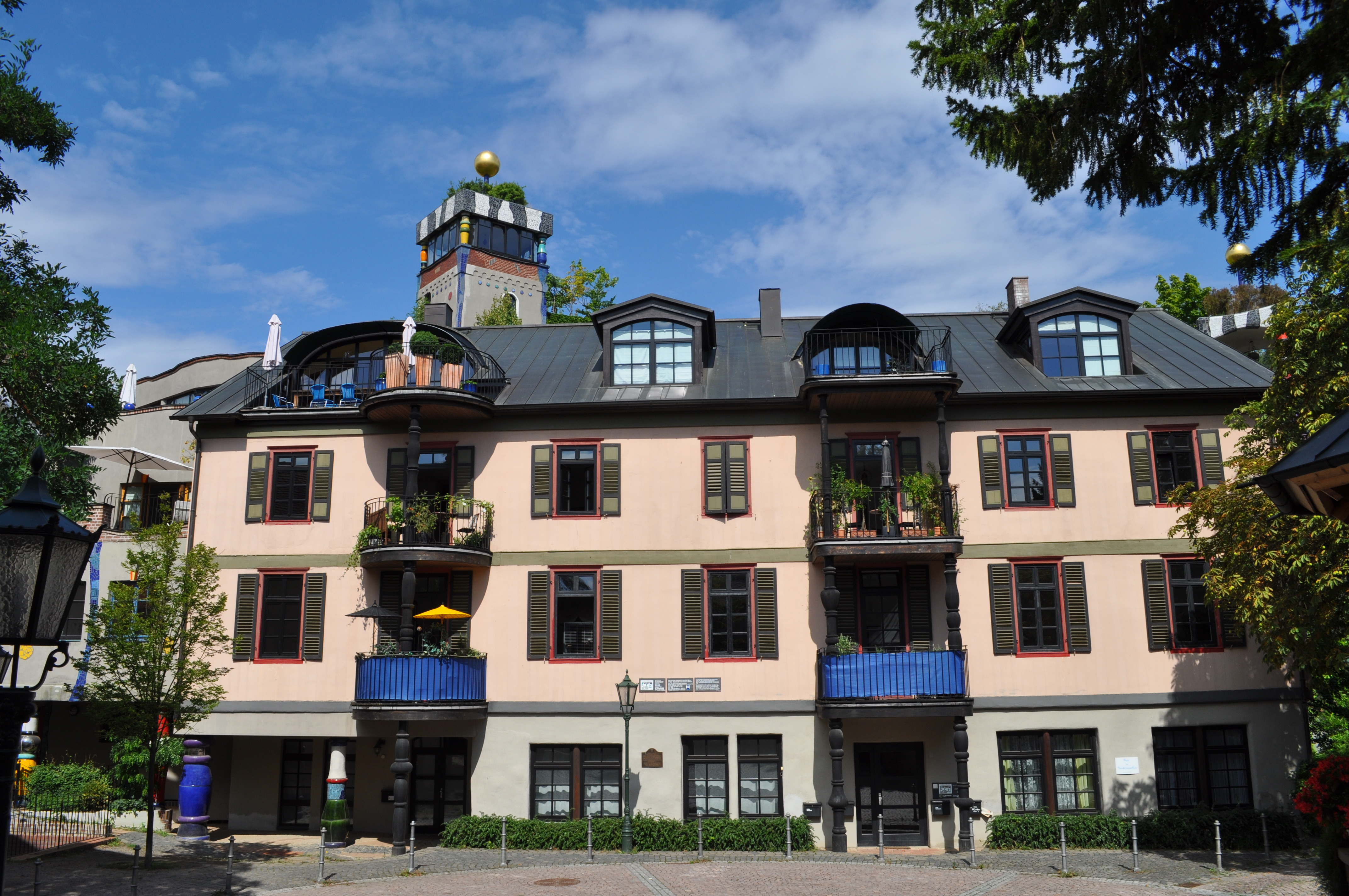
Das Haus Bockenheimer, seit 1991 zum Hundertwasserhaus gehörend

Die Geschichte eines ersten Kur- und Badehauses in Bad Soden geht auf die Entdeckung des Milchbrunnens (Quelle I) zurück. 1701 wurde dieser Brunnen untersucht und als Heilquelle anerkannt. Bald kamen viele Gäste aus Frankfurt am Main um sich in Soden zu erholen. Daher beantragte der Verwalter der Saline, Herr Johann Georg Wartenberg, im Jahr 1722 den Bau eines Kur- und Badehauses. Zwar wurde dieser Gesuch von Frankfurt und Kurmainz abgelehnt, gebaut wurde trotzdem. In einer Schrift von Frankfurter Ärzten wird das Kur- und Badehaus beschrieben, welches über vier Badekabinen verfügte. Das warme Wasser kam vom naheliegenden Milchbrunnen, welcher auch als Kurbrunnen bekannt ist. 1813 wurde das Gebäude in „Frankfurter Hof“ umbenannt, zuvor war es als das Bender'sche Haus bekannt. Es verfügte über 27 Zimmer und vier Badekabinen. Durch mehrmaligen Besitzerwechsel und den Bau des großen Speisesaals, geriet der Hof in die Schuldenfalle und wurde zwangsversteigert. So kam das Gebäude in den Besitz der Familie Bockenheimer und ist daher unter dem Namen „Haus Bockenheimer“ bekannt.
Das Gebäude selbst existiert noch heute. Es befindet sich in der Straße „Zum Quellenpark“ und wurde zu Beginn der 1990er umgestaltet und in das Hundertwasserhaus einbezogen. Es dient heute nur noch der Wohnfunktion.

## Bau von 1849

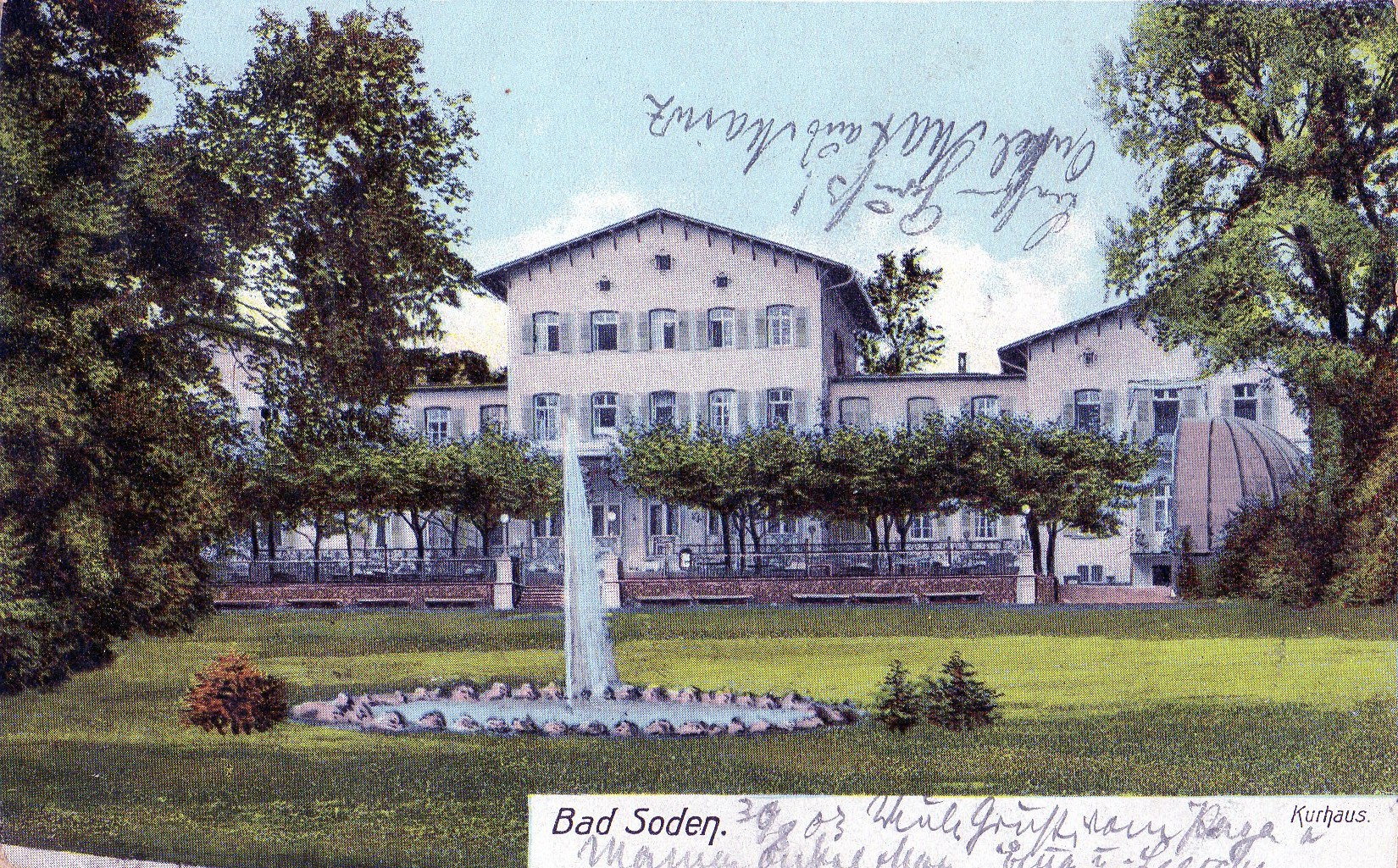
Das Kurhaus von 1849

Im Jahr 1845 fragten die Gebrüder Bethmann um Erlaubnis für den Bau eines Kurhauses in Bad Soden. Am 30. August 1845 genehmigte Herzog Adolph von Nassau die Gründung einer Sodener Aktiengesellschaft zum Bau einer Eisenbahn von Höchst nach Soden und den Bau eines Kurhauses mit Badeanstalt. Damit wurde der Grundstein für das neue Kurhaus gesetzt. Jedoch wurden einige Prinzipien festgelegt. Der Bau sollte spätestens 1846 begonnen werden. Des Weiteren sollte der Betrieb auf Rechnung der Gesellschaft oder der Verpachtung erfolgen. Ebenfalls war eine andere Nutzung außer der Gast- und Badewirtschaft nicht erlaubt.
1849 konnte das neue Kurhaus dann seinen Betrieb aufnehmen. Bis 1855 wurde das Gebäude an Herrn Phillip Colloseus verpachtet, welcher ebenfalls Pächter des Europäischen Hofes in der Königsteiner Straße war. 1852 verweilte hier König Wilhelm I. von Württemberg zur Kur.
1884 erwarb die Gemeinde Soden das Gebäude für 165.000 Mark. Kurz danach wurde das Gebäude saniert, was zusätzliche 200.000 Mark kostete. Das Gebäude wurde aber mit der Zeit für die Gemeinde zu teuer. So wurde es wieder verpachtet. Ende des 19. Jahrhunderts ging die Zahl der Kurgäste zurück, wodurch ebenfalls die Pachtsumme herabgesetzt wurde. 1897/98 wurde das Gebäude modernisiert. Dies kostete die Gemeinde Soden 80.000 Goldmark. Dabei wurde ebenfalls die Terrasse erweitert, sowie der Vordere Bereich des Kurparks abgesenkt. 1904 pachtete Fritz Ehrlicher das Gebäude bis 1911. Anfang der 1910er wurden Pläne erarbeitet zur Erweiterung des Gebäudes, welche aber durch den Ersten Weltkrieg und Streitigkeiten mit dem Architekten nicht umgesetzt werden konnten.
Dieses Kurhaus wurde im Schweizer Stil erbaut. Auf der Kurhausterrasse fanden im Sommer immer die Kurkonzerte statt. Vor dem Ersten Weltkrieg waren hier die Kapelle des 1. Nassauischen Infanterie-Regiments Nr. 87 (Mainz) sowie das Schleswig-Holsteinische Ulanen-Regiment Nr. 15 oft anwesend.

## Bau von 1927

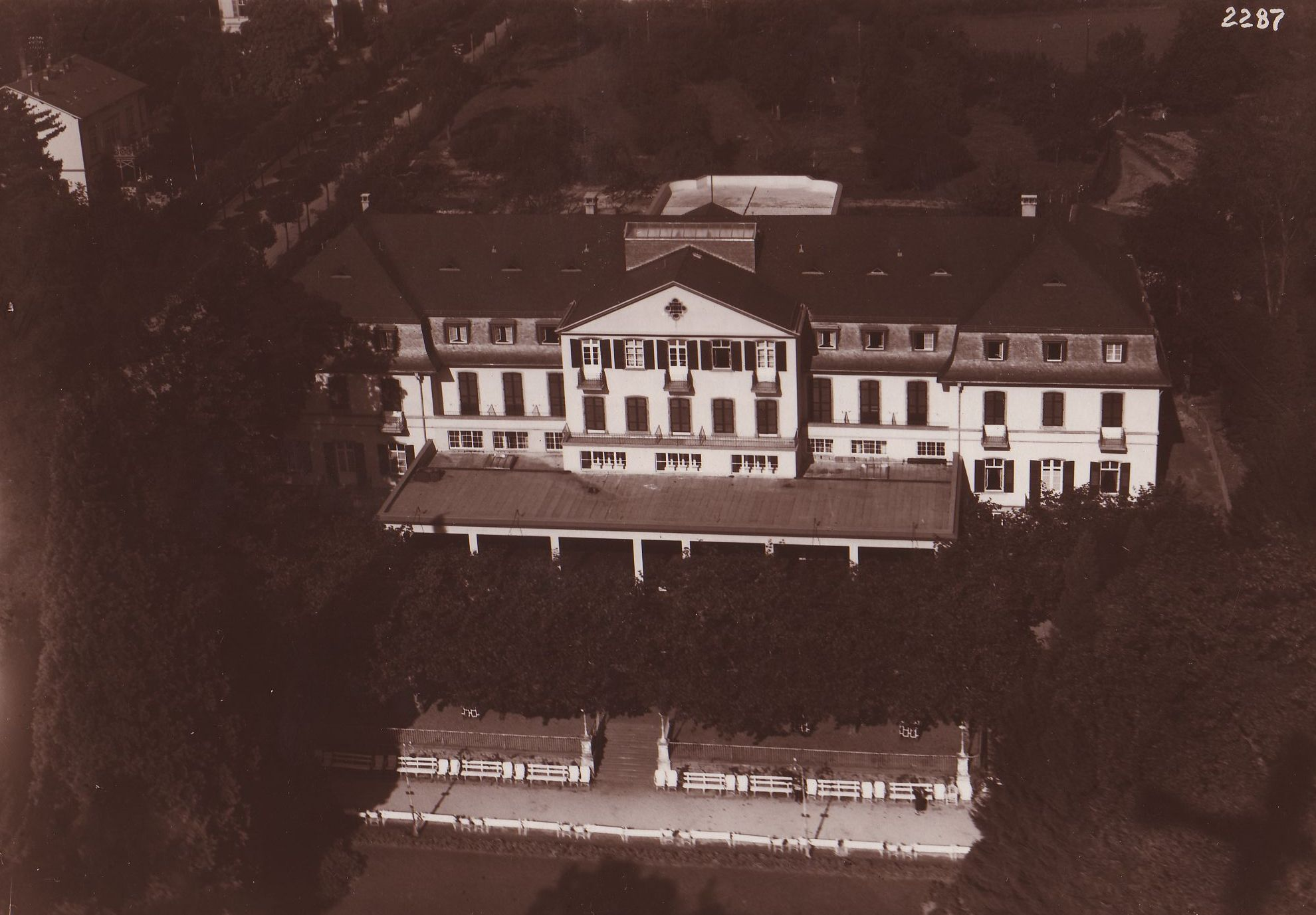
Eine Luftaufnahme des Kurhaus kurz nach seiner Fertigstellung im Jahr 1927

In den 1920er Jahren wurde der Bau eines neuen Kurhauses beschlossen. Die Baukosten wurden auf 300.000 Mark veranschlagt und Architekt war Herr Vierling aus Köln.
Im Oktober 1926 wurde mit den Abbrucharbeiten begonnen. Bereits am 7. November 1926 wurde der Grundstein für das neue Kurhaus gelegt. am 25. Juni 1927 wurde das neue Gebäude feierlich eröffnet. Daher wurde das Kurorchester auf 36 Musiker vergrößert. Ehrengast war der treueste Kurgast, Herr Herrmann Wolff aus Dortmund, welcher zum 32. Mal zur Kur in Bad Soden verweilte. Die Kosten für den Bau waren jedoch auf das Dreifache der vorher veranschlagten 300.000 Mark gestiegen.
Ab 1927 war Herr Arno Starke aus Dortmund Pächter des Gebäudes. Ab 1929 wieder Herr Fritz Ehrlicher, ab 1932 Herr Bruno Winterfeldt, ab 1933 Frau Margarete Schaller aus Bad Nauheim und ab 1935 bis 1945 Herr Köhler.
In der Pachtzeit von Herrn Köhler traf es die Gemeinde Bad Soden am schwersten. Durch den Zweiten Weltkrieg blieben viele Kurgäste der Stadt fern. Im Februar 1945 wurde hier für kurze Zeit das Privatkrankenhaus Sachsenhausen untergebracht. Im Juni 1945 musste Herr Köhler das Gebäude für die Amerikaner räumen. Die Amerikaner entfernten sämtliches Inventar und ersetzten dieses im Frühjahr 1946 wieder. 1954 wurde die Beschlagnahme des Gebäudes aufgehoben. Noch im selben Jahr wurde der Kurbetrieb im Kurhaus wieder aufgenommen. Von 1954 bis 1971 wurde es von der Kaiserkeller-Betriebe Hans Arnold gepachtet.

## Bau von 1982

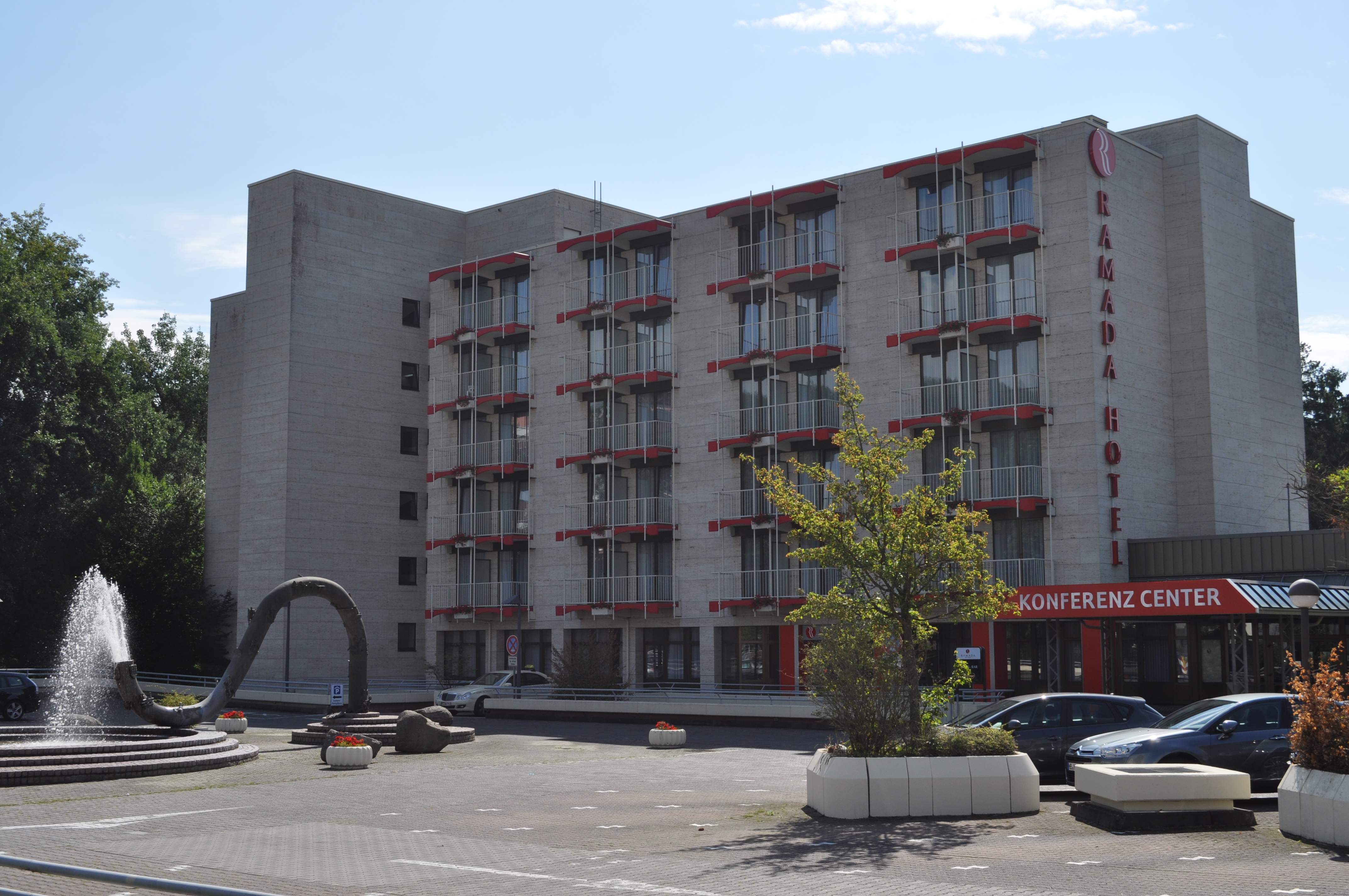
Das ehemalige Ramada-Hotel

Im Jahr 1979 wurde beschlossen ein neues Kurhaus zu errichten. Bereits zu Beginn des 1970er wurde der Zweite Bau von 1927 abgerissen. Zunächst sah die Planung ein mehrstöckiges Hochhaus vor. Doch durch Proteste aus der Bevölkerung wurden diese Pläne nicht in die Tat umgesetzt und ein neuer Bau wurde geplant. Am 12. September 1980 erfolgte die Grundsteinlegung des neuen Kurhauses. Anlässlich des Richtfestes am 6. November 1981 hielt der damalige Bürgermeister Herr Dr. Hodann eine Rede. Am 14. August 1982 konnte das dritte Sodener Kurhaus eröffnet werden. Unter den vielen Festgästen waren unter anderem Kurt Bender (damaliger Stadtverordnetenvorsteher) und eine ganze Reihe von Persönlichkeiten aus der Bundes- und Landespolitik. Die Räume wurden nach berühmten Kurgästen benannt. Im Gebäude befand sich ein Café, ein Restaurant, ein Schachzimmer, eine Mediothek sowie zahlreiche Spielzimmer.
Nach der Auflösung der Sodener Kur GmbH im Jahre 2001 zog eine Hotelkette ein. Heute befindet sich in diesem Gebäude das „H+Hotel“.